# اکستر، نیو ساوت ولز
اکستر (به انگلیسی: Exeter) یک شهرک در استرالیا است که در نیو ساوت ولز واقع شده‌است.